# Wilhelm Lehmbruck
Wilhelm Lehmbruck (Meiderich, Duisburgo, 4 de enero de 1881 - Berlín, 25 de marzo de 1919) fue un escultor y grafista alemán.

## Vida

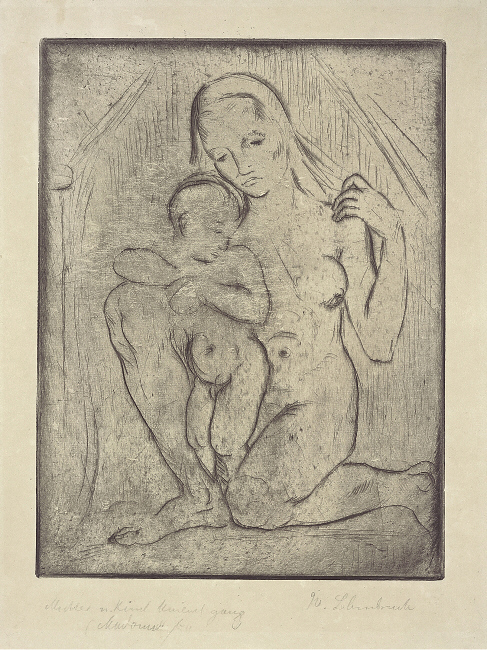
Wilhelm Lehmbruck: Mutter und Kind kniend ganz (Madonna), 1910.

Fue el cuarto hijo de una familia minera. Tras asistir a la Volksschule hasta la muerte de su padre en 1899 estudió, recomendado por su profesor, a la escuela de artes aplicadas de Düsseldorf. Se ganaba la vida ilustrando libros económicos y trabajando en la decoración. En 1901 empezó sus estudios secundarios en la Kunstakademie Düsseldorf ein Studium, y obtuvo la maestría bajo la tutela del profesoro Karl Janssen.
En 1906, tras acabar sus estudios, se asoció a la unión de artistas de Düsseldorf y a la Société Nationale des Beaux-Arts de París, que organizó una gran exposición en 1907 en la que el trabajo de Lehmbruck se presentó a un público internacional por primera vez.
En 1908 se casó con Anita Kaufmann y un año más tarde nació su hijo Gustav. Con la ayuda del coleccionista de arte Nolden se trasladó en 1910 a Parós, donde se expuso su obra. Allí conoció a Picasso y otros artistas. Expuso en Berlín, Colonia y Múnich. En 1913 nació en París su segundo hijo, Manfred Lehmbruck. En 1913 su trabajo se empezó a conocer en los Estados Unidos, fecha tras la que expuso en Nueva York, Boston y Chicago.
Un año más tarde se organizó una gran exposición en la galería Paul Lavesque de París, que estuvo dedicada exclusivamente a su obra.
En 1914 fue excluido del ejército y designado a un hospital militar de Berlín. Durante la guerra siguió desarrollando sus capacidades. Estos años se consideran la cúspide de su carrera.

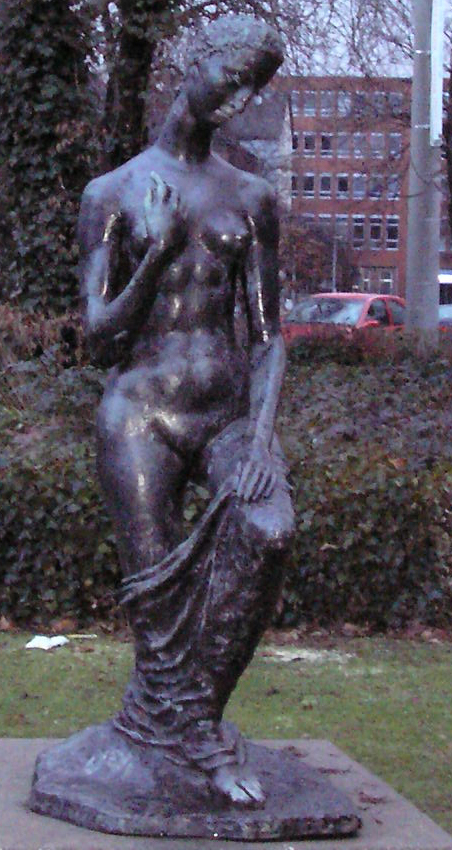
Wilhelm Lehmbruck: Die Kniende, (1911).

A causa de la crueldad de la guerra y sumido en una profunda depresión, Lehmbruck escapó en 1916 a Zúrich y montó un taller. Al acabar la guerra se volvió a mudar a Berlín, donde fue elegido socio de la Akademie der Künste. El 25 de marzo de 1919, afectado por una grave depresión, puso final a su vida.
Su trabajo se exhibe en el Lehmbruck-Museum, construido por su hijo Manfred Lehmbruck, un renombrado arquitecto.

## Obra

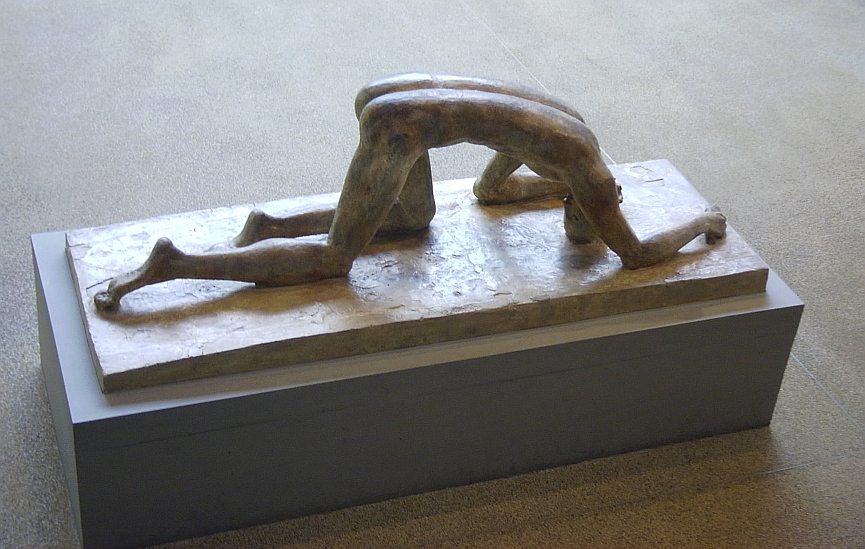
Wilhelm Lehmbruck: Der Gestürzte, 1915/16.

La obra escultórica de Lehmbruck gira principalmente en torno al tema del cuerpo humano y está influida tanto por el naturalismo como por el expresionismo. Sus principales esculturas muestran la agonía y la miseria, y no hay en ellas rasgos faciales.

## Eponimia
El asteroide (6504) Lehmbruck fue llamado así en su honor.